# Frances Fox Piven
Frances Fox Piven (nascuda el 10 d'octubre de 1932) és una professora canadenca-estatunidenca de ciències polítiques i sociologia al The Graduate Center, Universitat de la Ciutat de Nova York, on ha ensenyat des del 1982.
Piven és coneguda igualment per les seves contribucions a la teoria social i pel seu activisme social. Una veterana de la War on Poverty (legislació de 1964 contra la pobresa) i les protestes posteriors en matèria de drets de benestar, tant a la ciutat de Nova York com a l'escena nacional, on ha estat clau per formular els fonaments teòrics d'aquests moviments. Al llarg de la seva carrera, ha exercit com a membre als consells d'administració de l'ACLU i dels Socialistes Democràtics d'Amèrica i també ha ocupat oficines en diverses associacions professionals, entre les quals l'American Science Science Association i la Society for Study of Social Problems. Anteriorment, havia estat membre de la facultat de ciències polítiques de la Universitat de Boston.